# 영화 프로듀서
영화 프로듀서(Film producer)는 영화의 기획과 제작에 종사하는 사람이다. 영화 제작 과정에서 가장 큰 영향력을 가지고 전체를 관할한다. 주 업무는 총괄, 펀드 레이징, 주요 스텝 고용, 그리고 배급자 섭외 등이다. 작은 회사나 독립영화의 경우, 프로듀서의 개념은 책임 프로듀서(Executive Producer)와도 같다.